# Août 1931

## Événements
- Crue du Yang-tse Kiang en Chine : les inondations font 145 000 morts et quelque 400 000 sinistrés.
- 2,7 millions de chômeurs au Royaume-Uni.

- 1er - 8 aout : le 23e congrès mondial d’espéranto a lieu à Cracovie.
- 2 août : Avusrennen.
- 8 août : aux États-Unis, 250 000 personnes[1] assistent à la présentation du dirigeable USS Akron, porte-avions volant destiné à l'accompagnement éclaireur des flottes de l'US Navy. La Première Dame Lou Henry Hoover en assure le baptême.
- 16 août (Sport automobile) : Grand Prix automobile de Pescara.
- 18 août : premier vol d'un ballon dans la stratosphère (15 781 m), avec les suisses Auguste Piccard et Kipfer.
- 21 août : premier vol du de Havilland DH.81 Swallow Moth.
- 24 août : 
  - élection générale québécoise.
  - Départ de István Bethlen en Hongrie, alors que le pays est victime de la crise économique mondiale. Le comte Gyula Károlyi devient Premier ministre de Hongrie (fin en octobre 1932).
  - Royaume-Uni : démission du gouvernement travailliste devant les critiques que suscite sa politique économique auprès de sa base. Constitution d’un gouvernement d’union nationale par le travailliste Ramsay MacDonald, Premier ministre du Royaume-Uni, qui est exclu du parti (fin en 1935).
- 31 août - 27 septembre : incident de Corfou entre l’Italie et la Grèce.

## Naissances
- 2 août : Pierre Laroche, acteur et metteur en scène belge († 3 mars 2014).
- 6 août : Ghislain de Diesbach, essayiste français († 14 décembre 2023).
- 8 août : Roger Penrose, physicien et mathématicien britannique.
- 9 août : Mário Zagallo, Footballeur international et entraîneur brésilien († 5 janvier 2024).
- 17 août : Jacques Neirynck, homme politique helvétique († 24 juillet 2025).
- 18 août : Grant Williams, acteur américain († 25 juillet 1985).
- 20 août : Alain Goraguer, compositeur de musique de films, pianiste de jazz et chef d'orchestre français († 13 février 2023).
- 25 août : Regis Philbin, acteur américain († 25 juillet 2020).
- 27 août : Roman Opalka, peintre franco-polonais († 6 août 2011).
- 28 août : Emile Severeyns, coureur cycliste belge ( † 30 novembre 1979).
- 30 août : Don King, Promoteur de boxe.
- 31 août : 
  - Jean-Claude Rolland, acteur français († 10 avril 1967).
  - Jean Béliveau, joueur de hockey sur glace.
  - Jean Lèques, homme politique néo-calédonien († 1er juin 2022).

## Décès
- 14 août : Gitanillo de Triana (Francisco Vega de los Reyes), matador espagnol (° 23 septembre 1903).